# Gootau
Gootau is een dorp in het district Central in Botswana. De plaats telt 1401 inwoners (2011).